# 二氟溴乙酸钾
二氟溴乙酸钾是一种羧酸盐，化学式为CF2BrCOOK，它可由氢氧化钾和二氟溴乙酸乙酯在甲醇中反应得到。它在148 °C分解。它和碘化钾、碘在碘化亚铜的存在下反应，可以得到二氟二碘甲烷。它和三苯基磷在DMF中反应，可以得到三苯基𬭸基二氟乙酸内盐。